# 新潟県道5号新潟新津線
新潟県道5号新潟新津線（にいがたけんどう5ごう にいがたにいつせん）は、新潟県新潟市中央区から同市秋葉区に至る県道（主要地方道）である。

## 概要

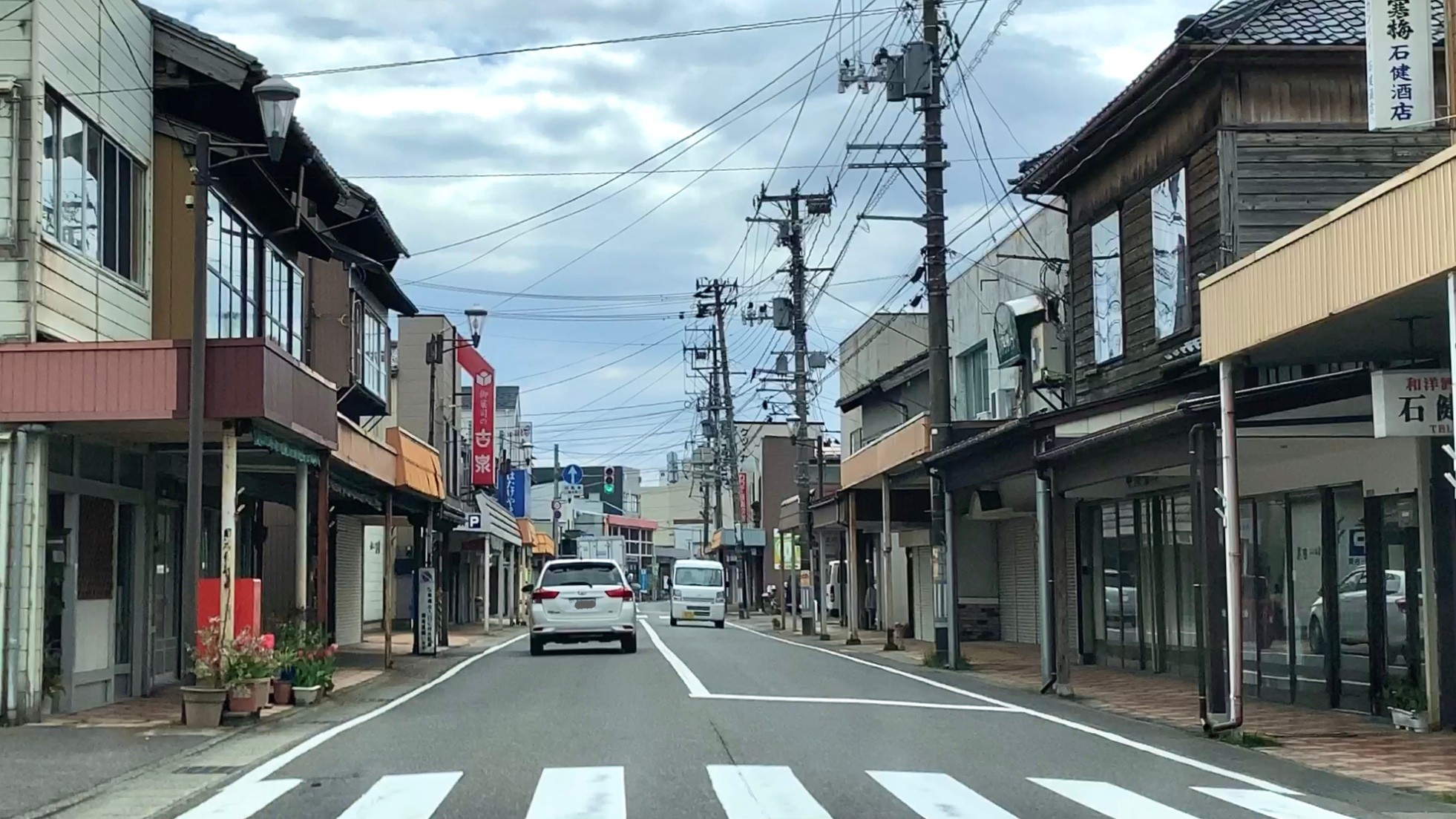
亀田本町の古くからの商店街を走る（新潟市江南区）

新潟市中央区の沼垂から、江南区の亀田地区中心部や、横越地区西部を経由して、秋葉区の中心部に至る。起点の栗ノ木橋交差点から沼垂東二丁目交差点まではかつての国道7号、沼垂東二丁目交差点から馬越交差点・紫竹山交差点から亀田地区の元町三差路まではかつての国道49号の区間に該当する。
栗ノ木橋交差点 - 紫雲橋交差点間は、1975年の栗ノ木バイパスの全線開通を機に、国道7号から県道に指定変更された区間である。このうち、現在栗ノ木バイパスの区間となっている馬越交差点 - 紫雲橋交差点間は、かつては新栗ノ木川沿いに新潟県道490号安田新潟自転車道線と、また新栗ノ木川を挟んで国道7号栗ノ木バイパスと、3本の路線がそれぞれほぼ並行して独立した道路となっており、栗ノ木バイパスとは馬越交差点、笹越橋交差点、紫雲橋交差点の3箇所で接続していた。2022年（令和4年）10月1日21時から翌2日6時30分ごろにかけて国道7号栗ノ木バイパスの立体道路整備に伴い、当県道の馬越交差点 - 紫竹山交差点間が国道7号栗ノ木バイパスとして紫竹山IC方面に向かう一方通行の道路に切り替えられた。紫竹山からは栗ノ木川とJR信越本線に沿って新津を目指す。亀田本町を抜け、元町三差路で旧49号・横越方面と分岐した後、亀田バイパスと城所ICで接続。山崎製パン新潟工場がある横越地区西部の二本木地区を抜け、寿橋で小阿賀野川を渡ると新津地区に入る。能代川左岸の堤防沿いに荻川地区を抜け、川口で磐越自動車道を上方に仰ぎ、羽越本線のガードをくぐると、夕映えの跨線橋の東側で国道460号新津東バイパスと交差する。この先は新潟市道となり、新津駅東口側、新津地区の中心街に至る。
江南区の亀田地区と横越地区の境界付近に所在し、信越本線をオーバーパスする亀田跨線橋（橋長22.0m）は1962年（昭和37年）竣工で老朽化が著しく、近年の検査で橋桁の腐食が相次いで発見されたことから、2012年（平成24年）2月8日から大型車の通行規制が実施された。さらに同年夏に信越本線の軌道上から実施した検査において橋桁の著しい腐食が発見されたため、同年9月15日から車両・歩行者とも全面通行止とする措置が取られた。その後、旧桁の上部に仮設桁を増設する工事が行われ、2013年（平成25年）12月30日に全面供用が再開された。

### 路線データ
- 起点：新潟市中央区沼垂東二丁目（栗ノ木橋交差点=国道7号、新潟県道464号新潟港沼垂線交点）[4]
- 終点：新潟市秋葉区下興野町（下興野交差点=国道460号交点）
- 路線延長：15.074km（2006年4月1日現在）[5]

## 歴史
- 1993年（平成5年）5月11日 - 建設省から、県道新潟新津線が新潟新津線として主要地方道に再指定される[6]。
- 1994年（平成6年）4月1日 - 整理番号を805から5へ変更。

## 路線状況

### バイパス
当県道自体にはバイパス道路はないが、国道49号（亀田バイパス）、国道403号（新津バイパス）が当県道西側を経由している。このうち新津バイパスは当初、国道に指定される以前に当県道のバイパスとして建設・供用された路線である。

### 通称
- 旧国道49号（沼垂東二丁目交差点 - 亀田元町三差路）

### 重複区間
- 国道7号、国道8号、国道17号、国道49号、国道403号、国道459号（馬越交差点 - 紫竹山交差点）
- 新潟県道16号新潟亀田内野線（亀田駅前交差点 - ゆきよし交差点）
- 新潟県道247号沢海酒屋線（二本木交差点 - 寿橋交差点）
- 新潟県道46号新潟中央環状線（中野一丁目交差点 - 荻島交差点）

## 地理

### 通過する自治体
- 新潟市（中央区 - 東区 - 中央区 - 江南区 - 秋葉区）

### 交差する道路
- 新潟市中央区

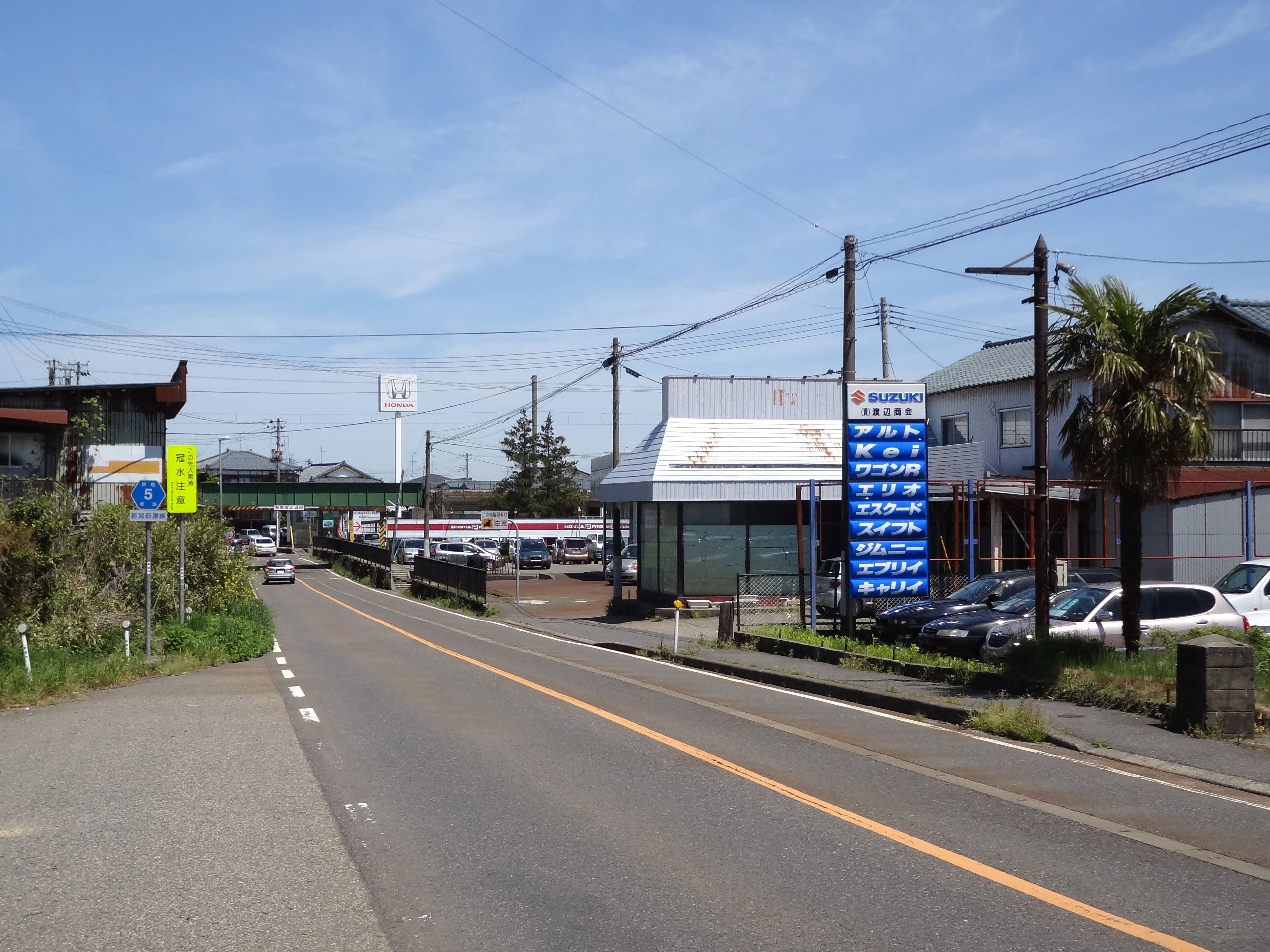
新潟市秋葉区下興野付近

  - 国道7号（国道8号・国道17号・国道49号・国道403号・国道459号重複）、新潟県道464号新潟港沼垂線〈栗ノ木バイパス〉（栗ノ木橋交差点）
  - 新潟県道3号新潟新発田村上線（沼垂東二丁目交差点）
  - 国道7号（国道8号・国道17号・国道49号・国道403号・国道459号重複）〈栗ノ木バイパス〉（馬越交差点）
  - 新潟県道51号新潟黒埼インター笹口線（笹越橋交差点）
  - 国道7号（国道8号・国道17号・国道49号・国道403号・国道459号重複）〈栗ノ木バイパス〉（紫竹山交差点）
  - 国道7号〈新潟バイパス〉（南紫竹インターチェンジ）
  - 新潟県道290号曽野木一日市線（山二ッ交差点）
- 新潟市江南区
  - 新潟県道16号新潟亀田内野線・新潟県道101号亀田停車場線（亀田駅前交差点）
  - 新潟県道16号新潟亀田内野線（ゆきよし交差点）
  - 新潟県道220号白根亀田線（亀田本町四丁目交差点）
  - 国道49号（国道459号重複）〈亀田バイパス〉（城所インターチェンジ）
  - 新潟県道247号沢海酒屋線（二本木交差点）
  - 新潟県道247号沢海酒屋線（寿橋交差点）
- 新潟市秋葉区
  - 新潟県道46号新潟中央環状線（中野一丁目交差点）
  - 新潟県道102号荻川停車場線（荻川駅前交差点）
  - 新潟県道46号新潟中央環状線（荻島交差点）
  - 国道460号〈新津東バイパス〉（下興野交差点・夕映えの跨線橋東詰）